# 안녕, 형아
《안녕, 형아》는 임태형 감독의 가족 영화이다.

## 캐스팅
- 박지빈 : 장한이 역
- 배종옥 : 엄마 역
- 박원상 : 아빠 역
- 서대한 : 장한별 역
- 최우혁 : 욱이 역
- 오지혜 : 욱이 엄마 역
- 이승훈 : 욱이 아빠 역
- 손영순 : 욱이 할머니 역
- 조영관 : 박준태 역
- 이항 : 이항 박사 역
- 최진호 : 나영수 박사 역
- 박근수 : 번개머리 레지던트 역
- 곽현경 : 이항 박사 레지던트 역
- 김미란 : 준태 엄마 역
- 유태웅 : 한이 친구 1 역
- 이준희 : 한이 친구 2 역
- 서범식 : 타잔 역
- 표은진 : 중환자실 간호사 역
- 이동찬 : 응급실 의사 역
- 양현우 : 지주철 역
- 엄옥란 : 주철 엄마 역
- 나영신 : 수술실 나영수 박사 대역 역
- 임영신 : 수술실 스크럽 간호사 역
- 김진숙 : 수술실 설클레이터 간호사 역
- 예수빈 : 휠체어 여자 아이 역
- 장지성 : 축구 아이들 역
- 김득호 : 축구 아이들 역
- 조준형 : 축구 아이들 역
- 이준협 : 축구 아이들 역
- 김재우 : 축구 아이들 역
- 박푸름
- 정종철 : 옥동자 역 (특별출연)
- 전혜진 : 한이 담임 역 (특별출연)
- 안상태 : 나이트 삐끼 / 웨이터 50원 역 (특별출연)

## 수상
- 2005년 제5회 광주국제영화제 상영작
- 2005년 제42회 대종상 영화제 신인남자배우상
- 2005년 제6회 가치봄영화제 상영작
- 2006년 제7회 제주국제장애인인권영화제 상영작